# Let Your Body Decide
Let Your Body Decide è un singolo del gruppo musicale svedese The Ark, pubblicato nel 2000 come primo estratto dal primo album in studio We Are the Ark.

## Tracce
1. Let Your Body Decide
2. Siamese Centerfold